# Anselme Grinevald
 (décembre 2018).
Pour les articles homonymes, voir Grinevald.
Anselme Grinevald, dit « Augustus Grinevald » (Saint-Avold, 20 août 1819 - Saint-Avold, 16 septembre 1875,, est un peintre lorrain, célèbre pour ses vues de Columbia et Charleston (Caroline du Sud) et pour ses tableaux militaires de la Guerre de Sécession.

## Biographie
Né en 1819 à Saint-Avold (Moselle) dans une famille d'artisans catholiques (son père était ferblantier; son grand-père, Nicolas Grinevald est le premier organiste de l'abbatiale Saint-Nabor de Saint-Avold).
Après son service militaire en Martinique, il émigre en 1840 pour les États-Unis. Il se marie avec sa première femme Louise Griesbach dans la ville de Saint-Louis (Missouri) où il est recensé sur les registres comme painter. Ils ont deux enfants, Alfred et Marie-Elisabeth.
En octobre 1854, à Nashville (Tennessee) est présentée une grande exposition de tableaux du peintre A. Grinevald intitulée The New Testament Mirror. Elle montre de très grands tableaux qui retracent la vie du Christ.
Il vivra successivement à Rome (Géorgie), Columbia et Charleston (Caroline du Sud) où il peint des panoramas et des vues des différentes villes dont certains sont exposés dans les musées de Géorgie et Caroline du Sud.
Son amitié avec le Chirurgien Général Robert Wilson Gibbes va lui ouvrir les portes de l'armée confédérée. Il réalisera alors de nombreux tableaux militaires : drapeaux, scènes de batailles de la guerre de sécession, portraits d'officiers confédérés.
De retour en France, il se remarie avec Henriette Madeleine Bour (St-Avold 16/09/1831-St-Avold 23/054/1905) le 13 juin 1867, dont il a deux enfants, Auguste et Léon.

## Œuvres principales
- Assault on Fort Sumter (vendu[5] en 2001 chez Christies, New York)
- Congaree River near Columbia, South Carolina. Collection of the Columbia Museum of Art
- John Taylor House. Circa 1859. South Caroliniana Library, University of South Carolina, Columbia.
- Columbia, Looking Southeast From Laurel Street[6], c.1859.